# إليري إل. ديفيس
إليري إل. ديفيس (بالإنجليزية: Ellery L. Davis)‏ هو مهندس معماري أمريكي، ولد في 1887، وتوفي في 1956.